# جانوران سیاسی
جانوران سیاسی سریال درام سیاسی محصول سال ۲۰۱۲ آمریکا می‌باشد.
این سریال دربارهٔ الین بریش همسر رئیس‌جمهوری سابق و وزیر امور خارجه امریکا است. الین که می‌خواهد برای ریاست جمهوری تلاش کند از طرفی باید با مشکلات پسرش توماس هموند که همجنسگرا و به کوکائین اعتیاد دارد دست و پنجه نرم کند و از طرف دیگر با خبرنگاری که با داشتن داستان خودکشی توماس از او اخاذی می‌کند روبه رو شود.

## بازیگران
- سیگورنی ویور در نقش الین بریش
- سباستین استن در نقش توماس جیمز (تی جی) هموند
- کیران هایندز
- جیمز ووک
- کارلا گوجینو
- الن برستین
- ولید زعیتر